# الهيجه (إب)
الهيجه هي إحدى قرى الجمهورية اليمنية. تتبع جغرافيا لمحافظة إب وإداريًا لمديرية فرع العدين. يبلغ تعداد سكانها 3992 نسمة حسب الإحصاء الذي أجري عام 2004.